# Ana Florit
Ana Florit (* 1984 oder 1985 in Frankreich) ist eine französische Filmeditorin, Filmproduzentin und Schauspielerin.

## Leben
Florit wurde in einer Kleinstadt im Osten Frankreichs geboren. Mit 18 Jahren lebte sie für ein Jahr in den Vereinigten Staaten. Seit ihrer Jugend wurde sie aufgrund diverser Actionfilmen aus den 1980er und 1990er Jahren und entwickelte Sympathien für das Land. Nach ihrer Rückkehr aus den USA lebte sie in Paris und sammelte als Theaterschauspielerin erste Erfahrungen. Außerdem wirkte sie 2009 in dem französischen Spielfilm Nos désirs font désordre mit.
Ab 2010 begann sie erste Kurzfilme in den USA zu produzieren. Seit 2012 ist sie als Filmeditorin tätig.

## Filmografie (Auswahl)

### Filmschnitt
- 2012: Abraham Lincoln vs. Zombies
- 2012–2013: Damien Shadows, PI: Webisodes (Webserie, 4 Episoden)
- 2013: 100° Below Zero – Kalt wie die Hölle (100 Degrees Below Zero)
- 2013: The Night Before Halloween (Mischief Night)
- 2013: Attila – Master of an Empire (Attila)
- 2013: Sharknado – Genug gesagt! (Sharknado, Fernsehfilm)
- 2014: Apocalypse Pompeii
- 2014: Finding Thin
- 2014: The Legend of Sleeping Beauty – Dornröschen (Sleeping Beauty)
- 2014: Sharknado 2 (Sharknado 2: The Second One, Fernsehfilm)
- 2014: Golden Winter 2 – Die Katzen sind los (Santa Claws)
- 2015: Gefährliche Leidenschaft – Wuthering High (Wuthering High, Fernsehfilm)
- 2015: Avengers Grimm (Avengers Grimm – A battle of legendary proportions)
- 2015: San Andreas Quake – Los Angeles am Abgrund (San Andreas Quake)
- 2015: No Questions Asked (Kurzfilm)
- 2015: Night of the Wild – Die Nacht der Bestien (Night of the Wild, Fernsehfilm)
- 2015: I Spit on Your Grave 3 (I Spit on Your Grave III: Vengeance is mine)
- 2015: Sharknado: Heart of Sharkness
- 2015: Sharknado 3 (Sharknado 3: Oh Hell No!, Fernsehfilm)
- 2016: Break-Up Nightmare
- 2016: Izzies Weg nach Hause (Izzie's Way Home, Animationsfilm)
- 2016: Sharknado 4 (Sharknado: The 4th Awakens, Fernsehfilm)
- 2016: Trolland – Das Geheimnis liegt zu euren Füßen (Trolland, Animationsfilm)
- 2016: Dead 7
- 2017: The Man from Earth: Holocene
- 2017: God Wars
- 2017: Air Speed – Fast and Ferocious (The Fast and the Fierce)
- 2017: Sharknado 5: Global Swarming (Fernsehfilm)
- 2017: Troy: The Odyssey
- 2017: Malibu Dan the Family Man (Fernsehserie, 8 Episoden)
- 2017: Psycho Brother In-Law (Fernsehfilm)
- 2018: Attack from the Atlantic Rim 2 – Metal vs. Monster (Atlantic Rim: Resurrection)
- 2018: Tomb Invader (Fernsehfilm)
- 2018: Unspeakable (Kurzfilm)
- 2018: Snake Outta Compton
- 2018: Triassic World
- 2018: Megalodon – Die Bestie aus der Tiefe (Megalodon, Fernsehfilm)
- 2018: Rent-An-Elf: Die Weihnachtsplaner (Rent-an-Elf, Fernsehfilm)
- 2018: Sharknado 6: The Last One (Fernsehfilm)
- 2019: Mommy Would Never Hurt You (Fernsehfilm)
- 2019: Loved To Death
- 2019: Psycho BFF (Fernsehfilm)
- 2019: Christmas Belles (Fernsehfilm)
- 2019: Weihnachten in Wien (Best Christmas Ball Ever, Fernsehfilm)
- 2019: Die Weihnachtskönigin – (K)ein Like zum Fest (A Beauty & the Beast Christmas)
- 2020: Verliebt im Schnee – Ein Winter in Colorado (Winter in Vail, Fernsehfilm)
- 2020: My Nightmare Landlord (Fernsehfilm)
- 2020: In the Drift
- 2022: The Neighbor (Kurzfilm)

### Produktion
- 2010: No Tomorrow to Kill (Kurzfilm)
- 2011: History (Kurzfilm)
- 2012: Addictions (Kurzfilm)
- 2013: Damien Shadows, PI: Webisodes (Webserie, 3 Episoden)
- 2013: Debunken Mit Wilhelm Skeptisch (Kurzfilm)
- 2013: Insincerely Sincere (Kurzfilm)
- 2014: Papaya's Wrath (Kurzfilm)

### Schauspieler
- 2009: Nos désirs font désordre
- 2013: Mother – Sie schlägt zurück (Social Nightmare, Fernsehfilm)
- 2017: Sharknado 5: Global Swarming (Fernsehfilm)
- 2018: Attack from the Atlantic Rim 2 – Metal vs. Monster (Atlantic Rim: Resurrection)
- 2018: Triassic World (Sprechrolle)
- 2018: Sharknado 6: The Last One (Fernsehfilm)
- 2020: Homeward – Finde deine Bestimmung (Homeward, Animationsfilm; Sprechrolle)